# Atheta mcalpinei

Atheta mcalpinei  (лат.) — вид коротконадкрылых жуков из подсемейства Aleocharinae. Канада.

## Распространение
Встречается в провинции Нью-Брансуик (Канада).

## Описание
Мелкие коротконадкрылые жуки, длина тела 2,9 — 3,0 мм. Основная окраска чёрная и коричневая. Большинство взрослых особей были собраны в гниющих грибах  в сосновом лесу. Взрослые особи были собраны в августе. Вид был впервые описан в 2016 году канадскими энтомологами Яном Климашевским (Jan Klimaszewski; Laurentian Forestry Centre, Онтарио, Канада) и Реджинальдом Вебстером (Reginald P. Webster). Видовое название дано в честь биолога Dr. Donald McAlpine (Curator and Head, Zoology Section of the New Brunswick Museum).